# Liste der Monuments historiques in Ploumoguer
Die Liste der Monuments historiques in Ploumoguer führt die Monuments historiques in der französischen Gemeinde Ploumoguer auf.

## Liste der Bauwerke
| Bezeichnung  | Beschreibung | Standort | Kennzeichnung | Schutzstatus | Datum | Bild |
| ------------ | ------------ | -------- | ------------- | ------------ | ----- | ---- |
| Maison Quéré |              | (Lage)   | PA29000008    | Inscrit      | 1996  |      |

## Liste der Objekte
- Monuments historiques (Objekte) in Ploumoguer in der Base Palissy des französischen Kultusministerium